# Phlaeothrips coriaceus
Phlaeothrips coriaceus är en insektsart som beskrevs av Alexander Henry Haliday 1836. Phlaeothrips coriaceus ingår i släktet Phlaeothrips och familjen rörtripsar. Enligt den finländska rödlistan är arten otillräckligt studerad i Finland. Arten är reproducerande i Sverige. Artens livsmiljö är lundskogar. Inga underarter finns listade i Catalogue of Life.